# Cathorops multiradiatus
Cathorops multiradiatus es una especie de pez de la familia Ariidae en el orden de los Siluriformes.

## Morfología
• Los machos pueden llegar alcanzar los 30 cm de longitud total.

## Distribución geográfica
Se encuentra en los río y  bahías de la costa del Pacífico entre Guatemala y Ecuador.